# Черевківська сільська рада (Оржицький район)
Черевківська сільська рада — адміністративно-територіальна одиниця у Оржицькому районі Полтавської області з центром у c. Черевки.
Населення — 675 осіб.

## Населені пункти
Сільраді були підпорядковані населені пункти:
- c. Черевки
- с. Заріччя
- с. Сліпорід
- с. Хорошки